# Sangay Ngedup
Lyonpo Sangay Ngedup (Nobgang, 1º luglio 1953) è un politico bhutanese.
Proviene di Nobgang, Gewog di Talo, nel Distretto di Punakha. Si è diplomato alla scuola Dr Graham's Homes a Kalimpong, India, e ha completato la sua istruzione presso il St Stephen's College a Nuova Delhi, dove si è laureato. Ha studiato Relazioni Internazionali in India e in Australia.

## Carriera politica
Ha lavorato in vari settori del Ministero degli Affari Esteri. È stato ambasciatore del Bhutan in Kuwait (1986-1989). Successivamente ha lavorato presso il Ministero del Commercio e dell'Industria. Nel 1992 è stato nominato Direttore Generale dei Servizi Sanitari.
Nel 1998 è divenuto Ministro della Sanità e dell'Istruzione. Dal 1999 al 2000 è stato Primo Ministro. È stato nominato Ministro dell'Agricoltura e, dal 5 settembre 2005 al 6 settembre 2006, Lyonpo Sangay Ngedup ha ricoperto nuovamente la carica di Primo Ministro. Nel luglio 2007 ha rassegnato le dimissioni da ministro assieme al Primo Ministro e a cinque colleghi ministri per potersi presentare alle elezioni che si sono tenute il 24 marzo 2008.
Lyonpo Sangay Ngedup è stato eletto presidente del neo costituito Partito Democratico Popolare del Bhutan. Ha guidato il partito durante le elezioni del 24 marzo 2008, ma non è riuscito a farsi eleggere nella circoscrizione dove si è presentato candidato. Il suo Partito è stato sconfitto riuscendo a far eleggere all'Assemblea nazionale solo 3 candidati su 47.
Lyonpo Sangay Ngedup è stato nominato Presidente del Comitato Esecutivo dell'Organizzazione Mondiale della Sanità dal 1996 al 1999. È anche stato nominato nel Consiglio dei Direttori del GAVI (Global Alliance for Vaccines and Immunization – Alleanza Globale per i Vaccini e l'Immunizzazione).
Gli è stato assegnato il premio Druk Thugsey (Figlio Prediletto del Bhutan). Ha anche ricevuto il premio dell'Organizzazione Mondiale della Sanità Tabacco o Salute oltre al premio Sasakawa per i successi conseguiti nello sviluppo dell'assistenza sanitaria primaria.
È fratello di Dorji Wangmo Wangchuck, Tshering Pem Wangchuck, Tshering Yangdon Wangchuck e Sangay Choden Wangchuck, regine madri del Bhutan.

## La campagna "Move for Health Walk"
La campagna "Move for Health Walk", da lui ideata per raccogliere fondi per il Fondo Fiduciario per la Sanità del Bhutan, secondo quanto lui stesso ha affermato avrebbe costituito “un umile sforzo per realizzare il sogno di una sanità sostenibile per il popolo del Bhutan, un piccolo contributo per massimizzare la Felicità Nazionale Lorda concepita dal precedente Re".

## Albero genealogico
|                       |   |                                 | Genitori                        |  |  | Nonni |  |  | Bisnonni         |  |  | Trisnonni     |  |
|                       |   |                                 |                                 |  |  |       |  |  | Kuenga Gyeltshen |  |  | Nob Gyeltshen |  |
|                       |   |                                 |                                 |  |  |       |  |  | Kuenga Gyeltshen |  |  | Nob Gyeltshen |  |
|                       |   | Phenkhem                        |                                 |  |  |       |  |  | Kuenga Gyeltshen |  |  |               |  |
| Sangay Tenzin         |   |                                 |                                 |  |  |       |  |  | Kuenga Gyeltshen |  |  |               |  |
|                       |   | Ngodrup Pem                     | …                               |  |  |       |  |  |                  |  |  |               |  |
|                       |   | Ngodrup Pem                     | …                               |  |  |       |  |  |                  |  |  |               |  |
|                       |   | Ngodrup Pem                     | …                               |  |  |       |  |  |                  |  |  |               |  |
| Yab Dasho Ugyen Dorji |   | Ngodrup Pem                     |                                 |  |  |       |  |  |                  |  |  |               |  |
|                       |   | Gyeltshen Dorji, V Sersang Lama | Soenam Drubyel, IV Sersang Lama |  |  |       |  |  |                  |  |  |               |  |
|                       |   | Gyeltshen Dorji, V Sersang Lama | Soenam Drubyel, IV Sersang Lama |  |  |       |  |  |                  |  |  |               |  |
|                       |   | Gyeltshen Dorji, V Sersang Lama | Sangay Droelma                  |  |  |       |  |  |                  |  |  |               |  |
| Dorji Om              |   | Gyeltshen Dorji, V Sersang Lama |                                 |  |  |       |  |  |                  |  |  |               |  |
|                       |   | Abi Yum Yangchen Droelma        | Yonten Phuntsho                 |  |  |       |  |  |                  |  |  |               |  |
|                       |   | Abi Yum Yangchen Droelma        | Yonten Phuntsho                 |  |  |       |  |  |                  |  |  |               |  |
|                       |   | Abi Yum Yangchen Droelma        | …                               |  |  |       |  |  |                  |  |  |               |  |
| Sangay Ngedup         |   | Abi Yum Yangchen Droelma        |                                 |  |  |       |  |  |                  |  |  |               |  |
|                       | … | …                               |                                 |  |  |       |  |  |                  |  |  |               |  |
|                       | … | …                               |                                 |  |  |       |  |  |                  |  |  |               |  |
|                       | … | …                               |                                 |  |  |       |  |  |                  |  |  |               |  |
| Lopen Duba            | … |                                 |                                 |  |  |       |  |  |                  |  |  |               |  |
|                       |   | …                               | …                               |  |  |       |  |  |                  |  |  |               |  |
|                       |   | …                               | …                               |  |  |       |  |  |                  |  |  |               |  |
|                       |   | …                               | …                               |  |  |       |  |  |                  |  |  |               |  |
| Yum Thuji Zam         |   | …                               |                                 |  |  |       |  |  |                  |  |  |               |  |
|                       |   | …                               | …                               |  |  |       |  |  |                  |  |  |               |  |
|                       |   | …                               | …                               |  |  |       |  |  |                  |  |  |               |  |
|                       |   | …                               | …                               |  |  |       |  |  |                  |  |  |               |  |
| Ugay Dem              |   | …                               |                                 |  |  |       |  |  |                  |  |  |               |  |
|                       |   | …                               | …                               |  |  |       |  |  |                  |  |  |               |  |
|                       |   | …                               | …                               |  |  |       |  |  |                  |  |  |               |  |
|                       |   | …                               | …                               |  |  |       |  |  |                  |  |  |               |  |
|                       |   | …                               |                                 |  |  |       |  |  |                  |  |  |               |  |